# Laura Siddall
Laura Siddall, née le 10 septembre 1980 à Nottinghamshire, est une triathlète professionnelle anglaise, vainqueur sur distance Ironman, championne d'Europe de triathlon longue distance.

## Palmarès triathlon
Le tableau présente les résultats les plus significatifs (podium) obtenus sur le circuit international de triathlon depuis 2013,.
| Année | Compétition                                        | Pays             | Position           | Temps           |
| ----- | -------------------------------------------------- | ---------------- | ------------------ | --------------- |
| 2019  | Ironman Australie                                  | Australie        | Médaille d'or      | 9 h 11 min 59 s |
| 2018  | Championnats d'Europe de triathlon longue distance | Espagne          | Médaille d'or      | 9 h 54 min 33 s |
| 2018  | Ironman Taupo                                      | Nouvelle-Zélande | Médaille d'or      | 9 h 0 min 45 s  |
| 2018  | Ironman Australie                                  | Australie        | Médaille d'or      | 9 h 5 min 59 s  |
| 2017  | Challenge Rome                                     | Italie           | Médaille d'or      | 3 h 20 min 11 s |
| 2017  | Challenge Roth                                     | Allemagne        | Médaille d'argent  | 8 h 51 min 38 s |
| 2017  | Ironman Australie                                  | Australie        | Médaille d'or      | 9 h 16 min 39 s |
| 2017  | Ironman Taupo                                      | Nouvelle-Zélande | Médaille d'argent  | 9 h 21 min 53 s |
| 2017  | Challenge Wanaka                                   | Nouvelle-Zélande | Médaille d'argent  | 9 h 16 min 11 s |
| 2016  | Ironman 70.3 Taupo                                 | Nouvelle-Zélande | Médaille d'argent  | 4 h 22 min 44 s |
| 2016  | Challenge Poznań                                   | Pologne          | Médaille d'or      | 4 h 14 min 8 s  |
| 2016  | Ironman Malaisie                                   | Malaisie         | Médaille de bronze | 9 h 37 min 51 s |
| 2013  | Ironman 70.3 Hawaii                                | États-Unis       | Médaille d'argent  | 4 h 45 min 56 s |